# Arrondissement de Bamberg
L'arrondissement de Bamberg est un arrondissement  ("Landkreis" en allemand) de Bavière   (Allemagne) situé dans le district ("Regierungsbezirk" en allemand) de Haute-Franconie. 
Son chef lieu est Bamberg.

## Villes, communes & communautés d'administration
(nombre d'habitants en 2007)

### Städte
|  |    | Baunach       | 3 909 habitants | 30,9 km² |
|  | \| | Hallstadt     | 8 559 habitants | 14,5 km² |
|  |    | Scheßlitz     | 7 160 habitants | 94,9 km² |
|  |    | Schlüsselfeld | 5 753 habitants | 70,2 km² |

### Märkte
|  |  | Burgebrach    | 6 466 habitants  | 87,9 km² |
|  |  | Burgwindheim  | 1 431 habitants  | 37,4 km² |
|  |  | Buttenheim    | 3 320 habitants  | 30 km²   |
|  |  | Ebrach        | 1 845 habitants  | 29,6 km² |
|  |  | Heiligenstadt | 3 642 habitants  | 76,7 km² |
|  |  | Hirschaid     | 11 666 habitants | 41 km²   |
|  |  | Rattelsdorf   | 4 531 habitants  | 39,6 km² |
|  |  | Zapfendorf    | 5 042 habitants  | 30,6 km² |

### Gemeinden
|  |  | Altendorf                 | 1 941 habitants | 8,6 km²  |
|  |  | Bischberg                 | 6 037 habitants | 17,5 km² |
|  |  | Breitengüßbach            | 4 614 habitants | 16,9 km² |
|  |  | Frensdorf                 | 4 887 habitants | 44 km²   |
|  |  | Gerach                    | 1 005 habitants | 7,8 km²  |
|  |  | Gundelsheim               | 3 298 habitants | 3,8 km²  |
|  |  | Kemmern                   | 2 554 habitants | 8,3 km²  |
|  |  | Königsfeld                | 1 352 habitants | 42,7 km² |
|  |  | Lauter                    | 1 150 habitants | 12,8 km² |
|  |  | Lisberg                   | 1 753 habitants | 8,4 km²  |
|  |  | Litzendorf                | 6 045 habitants | 25,9 km² |
|  |  | Memmelsdorf               | 8 997 habitants | 26,2 km² |
|  |  | Oberhaid                  | 4 668 habitants | 27,2 km² |
|  |  | Pettstadt                 | 1 917 habitants | 9,9 km²  |
|  |  | Pommersfelden             | 2 937 habitants | 35,7 km² |
|  |  | Priesendorf               | 1 534 habitants | 8,4 km²  |
|  |  | Reckendorf                | 2 043 habitants | 13,1 km² |
|  |  | Schönbrunn im Steigerwald | 1 935 habitants | 24,7 km² |
|  |  | Stadelhofen               | 1 261 habitants | 41 km²   |
|  |  | Stegaurach                | 6 947 habitants | 23,9 km² |
|  |  | Strullendorf              | 7 805 habitants | 31,7 km² |
|  |  | Viereth-Trunstadt         | 3 645 habitants | 15,8 km² |
|  |  | Walsdorf                  | 2 600 habitants | 16,2 km² |
|  |  | Wattendorf                | 700 habitants   | 22,2 km² |

### Verwaltungsgemeinschaften
| Verwaltungsgemeinschaft Baunach    | Baunach, Gerach, Lauter et Reckendorf |
| Verwaltungsgemeinschaft Burgebrach | Burgebrach et Schönbrunn              |
| Verwaltungsgemeinschaft Ebrach     | Burgwindheim et Ebrach                |
| Verwaltungsgemeinschaft Lisberg    | Lisberg et Priesendorf                |
| Verwaltungsgemeinschaft Stegaurach | Stegaurach et Walsdorf                |
| Verwaltungsgemeinschaft Steinfeld  | Königsfeld, Stadelhofen et Wattendorf |

## Lieux et monuments

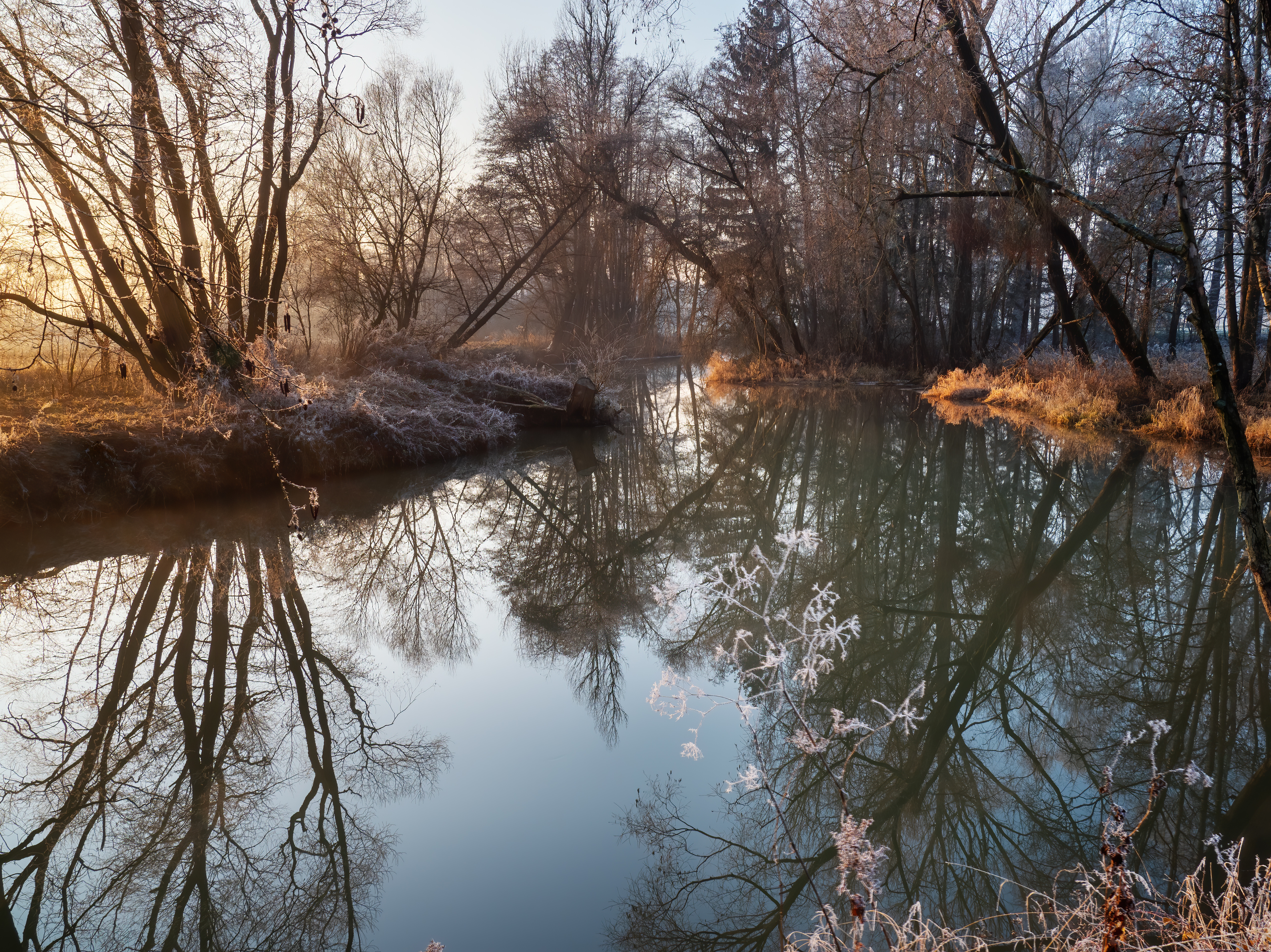
La rivière Reiche Ebrach dans l'arrondissement de Bamberg. Janvier 2020.

|  | Fränkische Straße der Skulpturen  | Litzendorf    |
|  | Gügel                             | Scheßlitz     |
|  | Giechburg                         | Scheßlitz     |
|  | Kloster Ebrach                    | Ebrach        |
|  | Schloss Greifenstein              | Heiligenstadt |
|  | Sängerehrenmal Melkendorf         | Litzendorf    |
|  | St. Wenzeslaus                    | Litzendorf    |
|  | Schloss Seehof                    | Memmelsdorf   |
|  | Schloss Weißenstein               | Pommersfelden |
|  | St.-Veit- und St.-Michaels-Kirche | Heiligenstadt |